# Gerrit Derkowski
Gerrit Derkowski (* 27. Mai 1969 in Flensburg) ist ein deutscher Journalist und Moderator.

## Leben
Seine Laufbahn begann Derkowski beim Hörfunk, wo er 1990 als freier Mitarbeiter zu Radio Schleswig-Holstein kam. Für den NDR ist er seit 1998 tätig, seit dem Jahr 2000 dort im Fernsehbereich. Seit 2003 ist er auch für ARD-aktuell tätig. Bis zum 19. Mai 2013 war er auf NDR 1 Welle Nord zu hören.
Derkowski ist Sprecher und Moderator der Tagesschau Außerdem moderiert er das Programm im Digitalkanal tagesschau24. Im NDR-Fernsehen gehörte er bis zum 2. März 2025 zum Moderatorenteam des Schleswig-Holstein-Magazins.
Bis zum Ausbruch der Corona-Pandemie moderierte Gerrit Derkowski jährlich die Eröffnungs-Zeremonie zur Kieler Woche auf dem Kieler Rathausplatz, zuletzt das 125. Jubiläum der Kieler Woche am 22. Juni 2019.
Derkowski wurde von der Stadt zum „Flensburg-Botschafter“ ernannt. Er ist in zweiter Ehe verheiratet. Er lebt in Kiel und hat drei Kinder.
Im April 2025 gab Derkowsi bekannt, für die CDU für das Amt des Oberbürgermeisters der Landeshauptstadt Kiel zu kandidieren.